# 月桔馬介殼蟲
月桔馬介殼蟲（学名：Maacoccus bicruciatus）为介殼蟲科馬介殼蟲屬下的一个种。